# Metalectra agriodes
Metalectra agriodes är en fjärilsart som beskrevs av William Schaus 1914. Metalectra agriodes ingår i släktet Metalectra och familjen nattflyn. Inga underarter finns listade i Catalogue of Life.